# Jacques Frédéric d'Aragon
Jacques Frédéric d'Aragon est un noble catalan, comte de Salona, ainsi que seigneur de diverses autres villes en Grèce-Centrale d'environ 1355 jusqu'à sa mort en 1366.

## Biographie
Jacques est le fils d'Alphonse Frédéric d'Aragon, vicaire-général des duchés d'Athènes et de Néopatrie, et de Marulla de Vérone.
Étant donné que le Saint-Siège soutient les revendications de Gautier VI de Brienne sur le duché d'Athènes, Jacques (ainsi que son père et son frère Pierre) est excommunié par Guglielmo Frangipani, archevêque latin de Patras, le 29 décembre 1335. Conformément au testament de leur père, Jacques hérite des domaines de son frère aîné Pierre lorsque celui-ci meurt sans enfant, notamment le comté de Salona, les baronnies de Lidoriki, Veteranitsa, et peut-être Zetouni,. Ces possessions sont confisquées par la Couronne d'Aragon quelques années auparavant, mais Jacques réussit apparemment à les récupérer grâce à l'intervention d'une ambassade envoyée par les seigneurs catalans de Grèce au roi Frédéric III. La même ambassade demande le renvoi du vicaire-général en poste, Raymond Berardi, et la nomination de Jacques à sa place, mais il n'est pas clair si cette demande est acceptée. Si Jacques a été nommé vicaire-général, il a perdu cette fonction d'ici 1359 au profit de Gonsalvo Ximénez d'Arenós,.
En 1361–62, Jacques fait face à l'hostilité du nouveau vicaire-général, Pierre de Pou, qui s'empare des châteaux de Salona, Lidoriki et Veteranitsa, avant d'être tué lors d'une révolte en 1362. En 1365, Jacques prend la forteresse de Siderokastron des mains du maréchal Ermengol de Novelles, déclaré rebelle pour avoir refusé de la remettre au vicaire-général désigné, Matthieu de Moncada. Jacques conserve ensuite le château pour lui-même. Jacques meurt en 1366 et est remplacé par son fils Louis à Zetouni et Siderokastron. Jacques lègue à son frère Boniface « tous ses droits et ses biens » dans le duché d'Athènes, y compris Salona, Lidoriki et Veteranitsa. Jacques offre aussi l'île d'Égine à son frère, qui la cède plus tard à son fils Pierre. Boniface et Louis, le fils de Jacques Frédéric, se sont rapidement brouillés, et après un bref conflit armé vers 1375, Louis sort vainqueur et dépossède son oncle et son cousin,.